# Скрытая угроза (фильм)
«Скрытая угроза» (англ. Domestic Disturbance), другое название «Домашние неурядицы» — триллер режиссёра Харольда Беккера 2001 года с участием Джона Траволты, Винса Вона, Тери Поло и Стива Бушеми.

## Сюжет
Фрэнк Моррисон строит яхты в небольшом городке у моря. Он разведён с Сюзан, и у них 12-летний сын по имени Дэнни. Сюзан выходит замуж за богатого промышленника Рика Барнса. С первого взгляда Рик кажется замечательным парнем: у него есть деньги, он любит Сюзан, и никто не может сказать о нём ничего дурного, но отношения между пасынком и отчимом не складываются.
Вскоре в городе появляется Рэй — человек из прошлого Рика, которое тот старается сохранить в тайне. Рэя и Рика связывают старые дела и отсидка в тюрьме. Рик, а настоящее его имя Джек, обещает собрать сумму, которую он должен сообщнику, а его новая жена сообщает, что она беременна. Они оба мечтали о ребенке, и эти слова услышал Дэнни. Он тайно забирается в машину Рика в надежде попасть в город, чтобы встретиться с отцом. Но Рик не собирается в город. По дороге он подбирает Рэя, и Дэнни становится свидетелем убийства.

## В ролях
| Актёр         | Роль           |
| ------------- | -------------- |
| Джон Траволта | Фрэнк Моррисон |
| Винс Вон      | Рик Барнс      |
| Тери Поло     | Сюзан          |
| Мэтт О’Лири   | Дэнни Моррисон |
| Стив Бушеми   | Рэй Коулман    |
| Джеймс Лэшли  | Джейсон        |
| Ребекка Тилни | Лори           |
| Дебра Муни    | Тереза         |

## Награды и номинации
- 2002 — номинация на премию «Золотая малина» — Джон Траволта — категория «худший актёр»
- 2002 — номинация на премию «Young Artist Award» — Мэтт О’Лири — категория «лучшая роль молодого актера второго плана в худ. фильме»